# Lyctocoridae
Die Lyctocoridae sind eine Familie der Wanzen (Heteroptera) innerhalb der Teilordnung Cimicomorpha. Von ihnen sind 27 Arten in einer Gattung bekannt.

## Merkmale
Die Größe der Wanzen liegt zwischen 3,3 und 4,9 mm. Die Wanzen besitzen einen flachen Körper. Auf ihrem vorne spitz zulaufenden Kopf befinden sich Ocelli. Markant für die Wanzen sind ihre 4-gliedrigen Fühler. Die beiden äußeren Fühlerglieder sind dünner als das zweite Glied an der Basis. Das Basissegment des Saugrüssels (Rostrum) ist verkürzt.

## Verbreitung
Das Hauptverbreitungsgebiet der Lyctocoridae bildet die gemäßigte Zone der Holarktis. In Mitteleuropa ist die Familie mit 2 Arten vertreten – Lyctocoris campestris und Lyctocoris dimidiatus.

## Lebensweise
Die Wanzen ernähren sich räuberisch von Insekten und Milben. Man findet sie an verrottendem pflanzlichem Material, unter der Rinde von Bäumen (insbesondere von Kiefern) sowie in Vogelnestern. Sie saugen gelegentlich an Haustieren, seltener an Menschen.

## Taxonomie und Systematik
Die Wanzen der Lyctocoridae werden von manchen Autoren als eine Unterfamilie der Blumenwanzen (Anthocoridae) betrachtet.
Die Lyctocoridae bestehen nur aus Vertretern der Gattung Lyctocoris Hahn, 1836.  Von den 27 rezenten Arten kommen 20 in der Paläarktis vor. 7 Arten sind in der Nearktis heimisch. Eine in der Paläarktis heimische Art, Lyctocoris campestris, wurde nach Nordamerika eingeschleppt. Lyctocoris hawaiiensis gilt als ein Neozoon auf der Hawaii-Insel Maui.
Eine unvollständige Liste der Arten:
- Untergattung Dolichomerium:
  - Lyctocoris elongatus (Reuter, 1871) – Nearktis
  - Lyctocoris stalii (Reuter, 1871) – Nearktis
- Untergattung Lyctocoris:
  - Lyctocoris beneficus (Hiura, 1957) – Paläarktis
  - Lyctocoris campestris (Fabricius, 1794) – Europa, Nearktis, Hawaii, Kanarische Inseln
  - Lyctocoris canadensis Kelton, 1967 – Nearktis
  - Lyctocoris dimidiatus (Spinola, 1837) – Europa, Kanarische Inseln
  - Lyctocoris doris Van Duzee, 1921 – Nearktis
  - Lyctocoris hasegawai (Hiura, 1966) – Taiwan
  - Lyctocoris kurentzovi Kerzhner, 1979 – Paläarktis
  - Lyctocoris nidicola Wagner, 1955 – Paläarktis
  - Lyctocoris okanaganus Kelton & Anderson, 1962 – Nearktis
  - Lyctocoris obscurus Kerzhner, 1979 – Paläarktis
  - Lyctocoris rostratus Kelton & Anderson, 1962 – Nearktis
  - Lyctocoris tuberosus Kelton & Anderson, 1962 – Nearktis
  - Lyctocoris uyttenboogaarti Blote, 1929 – Kanarische Inseln
  - Lyctocoris variegatus Péricart, 1969 – Kaukasus
- Untergattung Paralyctocoris:
  - Lyctocoris menieri Carayon, 1971 – Kanarische Inseln
- weitere Arten:
  - Lyctocoris dorni (Wagner, 1941) – Naher Osten
  - Lyctocoris hawaiiensis (Kirkaldy, 1902) – Paläarktis, Hawaii
  - Lyctocoris ichikawai Yamada & Yasunaga in Yamada et al., 2012 – Japan
  - Lyctocoris mexicanus (Kelton, 1966) – Nearktis, Neotropis
  - Lyctocoris terreus† (Scudder, 1878) – Nearktis (fossil)
  - Lyctocoris zhangi Bu & Zheng, 2001 – China